# Olympische Winterspiele 1992/Teilnehmer (Belgien)
| Gelbes Symbol für Goldmedaillen mit stilisierten Olympischen Ringen | Graues Symbol für Silbermedaillen mit stilisierten Olympischen Ringen | Braundes Symbol für Bronzemedaillen mit stilisierten Olympischen Ringen |
| ------------------------------------------------------------------- | --------------------------------------------------------------------- | ----------------------------------------------------------------------- |
| —                                                                   | —                                                                     | —                                                                       |

Belgien nahm an den Olympischen Winterspielen 1992 im französischen Albertville mit fünf Sportlern – alle Shorttracker – teil.
Die Mannschaft blieb ohne Medaillengewinn.

## Teilnehmer nach Sportarten

### Shorttrack(5)

#### Frauen
- Bea Pintens
500 Meter (Platz 14)

#### Männer
- Geert Blanchart
1000 Meter (Platz 6)
5000 Meter Staffel (Platz 9)

- Geert De Jonghe
5000 Meter Staffel (Platz 9)

- Alain De Ruyter
1000 Meter (Platz 14)
5000 Meter Staffel (Platz 9)

- Franky Van Hooren
5000 Meter Staffel (Platz 9)